# Religion des Celtes
La religion des Celtes constitue un système de pratiques et de croyances basé sur le panthéon mythologique, civique et philosophique des Celtes.
Comme les autres peuples de la protohistoire/Antiquité d'Europe, les Celtes ont développé un système religieux polythéiste, dans le cadre duquel officiait la classe sacerdotale des druides. Cette religion s’est progressivement dissoute dans la culture de l’Empire romain à partir du Ier siècle av. J.-C., à l’exception de l’Irlande où la civilisation celtique a continué d'exister jusqu’à l’évangélisation de l’île au Ve siècle.

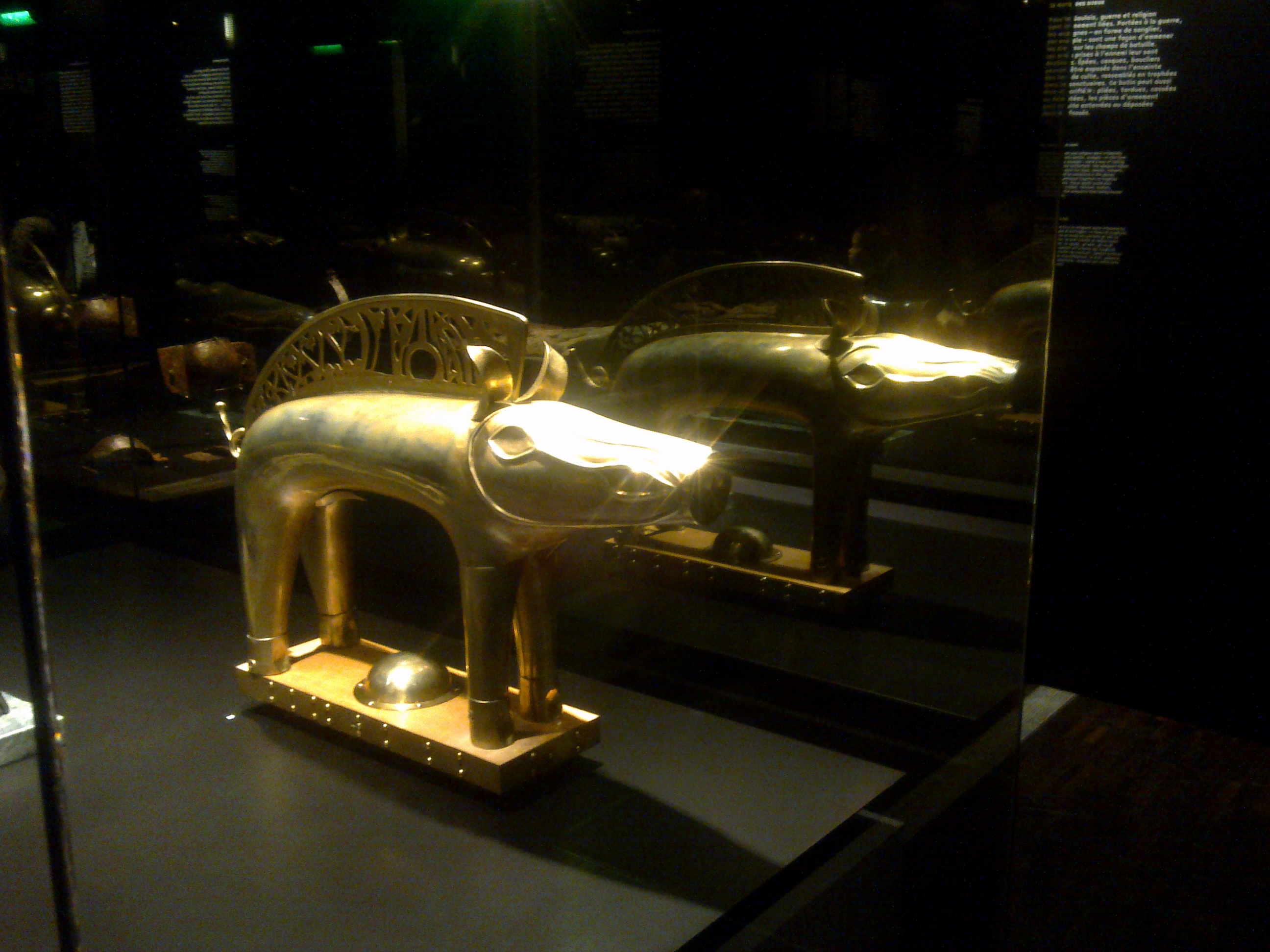
L'enseigne gauloise de Soulac-sur-Mer.

## Sources et documentation
Les druides ayant systématiquement privilégié l’oralité, les Celtes n’ont pas laissé de témoignages directs sur leurs croyances, leurs dieux et leurs rites. Les trois sources d'informations dont disposent les celtologues sont indirectes : les vestiges archéologiques, les témoignages de leurs voisins grecs et romains, les littératures médiévales galloise et irlandaise, l'hagiographie ancienne et la matière de Bretagne en France.

### Les témoignages contemporains
Leurs contemporains livrent des informations générales. On peut citer, à titre d’exemple : Diodore de Sicile (Bibliothèque historique), Strabon (Géographie), Pomponius Mela (De Chorographia), Lucain (La Pharsale), Pline l'Ancien (Histoire naturelle), Tertullien et Jules César avec les Commentaires sur la Guerre des Gaules. Ces témoignages donnent souvent une image partiale et négative des peuples celtes. Ces informations sont largement déformées par l’interpretatio romana, qui cherche systématiquement un équivalent romain des dieux celtes.
On peut aussi parler des témoignages quasi contemporains écrits par des historiens ou géographes qui décrivent des scènes celtes auxquelles ils ont assisté, mais à une époque plus récente. On peut considérer que le témoignage de Giraud de Barri (XIIe) sur le rituel d'intronisation d'un roi irlandais est l’un de ceux-là.

### L’archéologie
Depuis la loi sur l’archéologie préventive en 1986, les fouilles archéologiques concernant les Celtes ont fait un bond en avant. Des sites comme le Sanctuaire de Ribemont-sur-Ancre  ou le site Oppidum de Corent ont pu donner des informations précieuses sur les offrandes faites, les types de sanctuaires utilisés ou même des renseignements sur le culte des crânes.
L’analyse des tombes à char a révélé des objets votifs communs à toutes les tombes de l’époque comme de la vaisselle, de la nourriture et des bijoux, mais on a parfois aussi trouvé des objets plus emblématiques comme la pendeloque en forme de lyre de Vasseny.
Depuis une quarantaine d’années, les pièces de monnaie sont aussi étudiées dans le but de proposer des motifs religieux. Des ex-voto trouvés dans les sources sacrées vont donner des informations sur les dieux (noms et fonctions). D’autres objets comme une couronne de feuilles de chêne en or, des cônes d’or rituels, le chaudron de Gundestrup ou le char solaire de Trundholm sont peut-être celtes.

### Les littératures médiévales
La littérature médiévale remonte à une période où le christianisme s'était déjà généralisé, de sorte qu'elle réinterprète les thèmes et comporte de nombreux récits largement remaniés tels que la légende du roi Arthur ou de Merlin l'enchanteur, où il n'est pas aisé de démêler les thèmes de la religion celtique de l'imagination des conteurs. Cela s'appelle la matière de Bretagne.
L'hagiographie de certains saints donne aussi des informations concernant la religion celte, soit parce que les saints combattent les païens, soit parce que leur vie est inspirée par les dieux celtes ou la mythologie celte.

## Les dieux et l’«Autre monde»
Si certaines figures divines majeures sont communes à l'ensemble du monde celtique, chacune des aires culturelles a développé une mythologie particulière. Au-delà des particularismes locaux, on retrouve le schéma trifonctionnel des Indo-Européens, tel qu'il a été présenté par Georges Dumézil.

### Mythologie irlandaise
La mythologie des Irlandais s’inscrit dans la succession des invasions mythiques de l’île. Cette « histoire » est racontée dans le Lebor Gabála Érenn (Livre des Conquêtes d’Irlande) depuis le Déluge jusqu’à l’arrivée des Gaëls. L’île est successivement occupée par le peuple de Cesair, par les Fomoires, les Partholoniens, les Nemediens, les Fir Bolg et les Tuatha Dé Danann. Ces derniers sont des dieux, venus des îles au nord du monde, amenant avec eux le druidisme. Dans cette chronologie légendaire, ils vont être vaincus par de nouveaux arrivants, les Milesiens, ancêtres des Gaëls et contraints de se réfugier dans leurs sidh.

#### Hiérarchie des principaux dieux
- hors classe : 
  - Lug Samildanach (dieu polytechnicien)
- fonction sacerdotale : 
  - Dagda (dieu-druide)
- fonction guerrière : 
  - Ogme (dieu de l'éloquence)
  - Nuada (royauté)
- fonction artisanale : 
  - Goibniu (dieu forgeron)
  - Credne (dieu bronzier)
  - Luchta (dieu charpentier)
- participent aux trois fonctions : 
  - Diancecht (dieu-médecin) père de Airmed, Miach et Oirmiach
  - Mac Oc ou Oengus (jeunesse)
- déesse féminine unique connue sous les formes : 
  - Brigit (déesse des poètes, des forgerons et des médecins)
  - Étain ou Eithne (reine d’Irlande, mère de tous les dieux)
  - Boand (autre nom de Brigit, déesse éponyme de la Boyne)
  - Morrigan (déesse guerrière, ou bien de la souveraineté)

### L’ «Autre Monde» celtique
L’Autre Monde celtique n'est pas le lieu des morts, même si certains héros de la littérature irlandaise en sont familiers. C’est principalement le séjour des dieux et de leurs messagères (bansidh).
Selon l’histoire mythique de l’Irlande, rapportée par le Lebor Gabála Érenn (Livre des Conquêtes d'Irlande), les dieux des Tuatha Dé Danann se sont réfugiés dans des tertres (sidh) où ils ont établi leurs résidences. L’Autre Monde est aussi parfois localisé à l’ouest de l’Irlande, là où le soleil se couche, ou dans les profondeurs des lacs. L’accès se fait principalement aux fêtes de Samain et de Beltaine:349 (voir section Les fêtes religieuses).
Les données concernant la vision de l'autre monde celte vient essentiellement des imramma comme l'Imram Bran Mc Febal et des echtrai comme l'Echtra Nerae. Certaines Vitae chrétiennes, comme le voyage de saint Brendan, s'en sont inspirées.

## La classe sacerdotale
La société celtique est une société de type théocratique qui se compose de trois classes sociales aux fonctions spécifiques : une classe sacerdotale que l’on désigne globalement sous le terme de « druides », une aristocratie guerrière (les equites de César) menée par un souverain (roi, prince) ou un magistrat suprême, et une classe de producteurs (plebs), artisans, agriculteurs, éleveurs qui pourvoit aux besoins de l'ensemble de la société.
Le titre générique de « druide » provient de dru-wid-es qui signifie les « très savants », l’étymologie dérivée du chêne, donnée par Pline l'Ancien, étant erronée. L’expression « classe sacerdotale » doit être comprise dans un sens large, car il ne s’agit pas d'un clergé au rôle strictement réservé au domaine religieux. Les druides sont des personnages sacrés, au-dessus des deux autres classes, intermédiaires entre les dieux et les hommes et dont la parole est primordiale. Si les domaines du religieux et du sacré sont de leur ressort, leur compétence s'étend à tout le savoir, notamment la justice et le droit, l'histoire, la magie, la divination, etc. Ils assument l'éducation de certains élèves dont les études peuvent durer pendant 20 ans selon César :

« Les premiers s'occupent des choses de la religion, ils président aux sacrifices publics et privés, règlent les pratiques religieuses ; les jeunes gens viennent en foule s'instruire auprès d'eux, et on les honore grandement. Ce sont les druides, en effet, qui tranchent presque tous les conflits entre États ou entre particuliers et, si quelque crime a été commis, s'il y a eu meurtre, si un différend s'est élevé à propos d'héritage ou de délimitation, ce sont eux qui jugent, qui fixent les satisfactions à recevoir et à donner ; un particulier ou un peuple ne s'est-il pas conformé à leur décision, ils lui interdisent les sacrifices. C'est chez les Gaulois la peine la plus grave. Ceux qui ont été frappés de cette interdiction, on les met au nombre des impies et des criminels, on s'écarte d'eux, on fuit leur abord et leur entretien, craignant de leur contact impur quelque effet funeste ; ils ne sont pas admis à demander justice, ni à prendre leur part d'aucun honneur. »

— Jules César, Commentaires sur la Guerre des Gaules, livre VI, chap. 13.
La classe sacerdotale se compose de trois spécialisations :
- le druide, « théologien » dont les domaines d’attribution sont la religion, le sacrifice, la justice, l’enseignement, la poésie, la divination, etc.
- le barde, spécialisé dans la poésie orale et chantée, dont le rôle est de faire la louange, la satire ou le blâme[9].
- le vate, devin (eubage), qui s’occupe plus particulièrement du culte, de la divination et de la médecine. Les femmes participent à cette fonction de prophétie (telles les Gallisenae de l’île de Sein)[10].

## Cultes

### Rites et sacrifices
Comme pour toute [réf. nécessaire] religion, la notion de sacrifice est présente dans la spiritualité des Celtes. Il s’agit de rendre sacré (consacrer à la divinité) un objet, un animal ou plus rarement un être humain. Le sacrifice requiert un prêtre sacrificateur, obligatoirement un druide, un objet ou un être sacrifié (propitiatoire ou expiatoire) et l'assemblée. Dans le cas d’un animal ou d’un homme, la mise à mort est un « retrait de monde », donc une approche du divin. Christian-J. Guyonvarc'h distingue trois types de sacrifices :
- sans effusion de sang, par les éléments (première classe) ;
- avec effusion de sang et utilisation d’une arme (deuxième classe) ;
- sans mise à mort (troisième classe[12]).

D’autres pratiques sont connues par la littérature irlandaise :
- la geis ;
- le glam dicinn, malédiction suprême, proférée par un file, satire qui entraîne l’exclusion de la victime de toute vie sociale et la voue à la mort ;
- l’imbas forosnai, prophétie incantatoire qui relève de la magie druidique et ne peut être prononcée que par les filid de haut rang, les ollamh[13] ;
- le dichetal do chennaib cnâime, qui se traduit par « incantation par le bout des os (doigts) », semble avoir été une incantation simple et improvisée et sur laquelle la documentation est lacunaire[13].

### Les fêtes religieuses
L’année celtique se décompose en 2 saisons, l'une claire et l'autre sombre:18. Elle comporte 4 fêtes religieuses :
- Samain, qui a lieu le 1er novembre de l’actuel calendrier, correspond au début de l'année et de la saison sombre[16]. C'est une fête de passage, de transition, elle dure une semaine, trois jours avant et trois jours après. C’est à la fois la fin de l'année qui s’achève et le début de la nouvelle année. Elle est marquée par des rites druidiques, des assemblées, des beuveries et des banquets rituels. Elle a la particularité d’être ouverte sur l’Autre Monde (le sidh des Irlandais) et donc de favoriser le rapport des hommes avec les dieux. On la retrouve en Gaule sous le nom de Samonios (le mot désigne le mois qui correspond approximativement à novembre), attestée par le calendrier de Coligny.
- Imbolc, qui a lieu le 2 février est l’évènement sur lequel les informations sont les plus lacunaires. Selon l'étymologie, c'est une fête de purification et de lustration.
- Beltaine, qui a lieu le 1er mai, marque une rupture dans l’année, c’est le passage de la saison sombre à la saison claire, lumineuse. Cela entraîne aussi un changement de vie puisque c’est l’ouverture des activités diurnes : reprise de la chasse, de la guerre, des razzias, des conquêtes pour les guerriers, début des travaux agraires et champêtres pour les agriculteurs et les éleveurs. Il s'agit également d'une fête célébrant la fertilité dédiée à la déesse Mère.
- Lugnasad, l’« assemblée de Lug » a lieu le 1er août, pendant la période des récoltes. C’est la fête royale et plus précisément de la souveraineté dans sa fonction redistributrice des richesses. C'est une trêve militaire qui célèbre la paix, l’amitié, l’abondance et la prospérité du royaume.

### Lieux de cultes
Les Celtes utilisaient toutes sortes de lieux naturels (montagne, grotte, source, lac, etc.) comme lieux de cultes car ils les considéraient comme des endroits habités par les dieux. Ils utilisaient également, pour faire des sacrifices, des offrandes, des enclos carrés entourés de fossés et de palissades en bois.

### L’immortalité de l'âme
Ce que nous savons sur la croyance des Celtes en l'immortalité de l’âme provient notamment d’un passage de Jules César dans ses Commentaires sur la Guerre des Gaules à propos des Gaulois. Dans son Histoire de France, Michelet rappelle que cette croyance en une âme immortelle est associée à la théorie de la transmigration des âmes, des réincarnations ou métempsycoses ; c'est ce qu'ont rapporté les observateurs romains.

### Rituel guerrier de la décapitation
Après une bataille gagnée, les Gaulois coupent les têtes des morts ennemis pour les rajouter à leurs collections de têtes.

## Sources et bibliographie
- Bibliographie sur la mythologie celtique
- Jean-Louis Brunaux, Les religions gauloises : Ve – Ier siècles av. J.-C., Paris, CNRS Éditions, 2016, 480 p., 18 cm (ISBN 978-2-271-09328-8, lire en ligne).